# Disa galpinii
Disa galpinii är en orkidéart som beskrevs av Robert Allen Rolfe. Disa galpinii ingår i släktet Disa och familjen orkidéer. Inga underarter finns listade i Catalogue of Life.